# Danaea arbuscula
Danaea arbuscula är en kärlväxtart som beskrevs av Christenh. och Tuomisto. Danaea arbuscula ingår i släktet Danaea, och familjen Marattiaceae. Inga underarter finns listade i Catalogue of Life.